# Cambounès
Cambounès est une commune française située dans le département du Tarn, en région Occitanie. Sur le plan historique et culturel, la commune est dans le Sidobre, un territoire granitique couverts de forêts, à l'est de Castres.
Exposée à un climat océanique altéré, elle est drainée par la Durenque, la Durencuse et par divers autres petits cours d'eau. Incluse dans le parc naturel régional du Haut-Languedoc, la commune possède un patrimoine naturel remarquable composé de deux zones naturelles d'intérêt écologique, faunistique et floristique.
Cambounès est une commune rurale qui compte 338 habitants en 2022, après avoir connu un pic de population de 1 729 habitants en 1836.  Elle fait partie de l'aire d'attraction de Castres. Ses habitants sont appelés les Cambounésois ou  Cambounésoises.

## Géographie

### Localisation

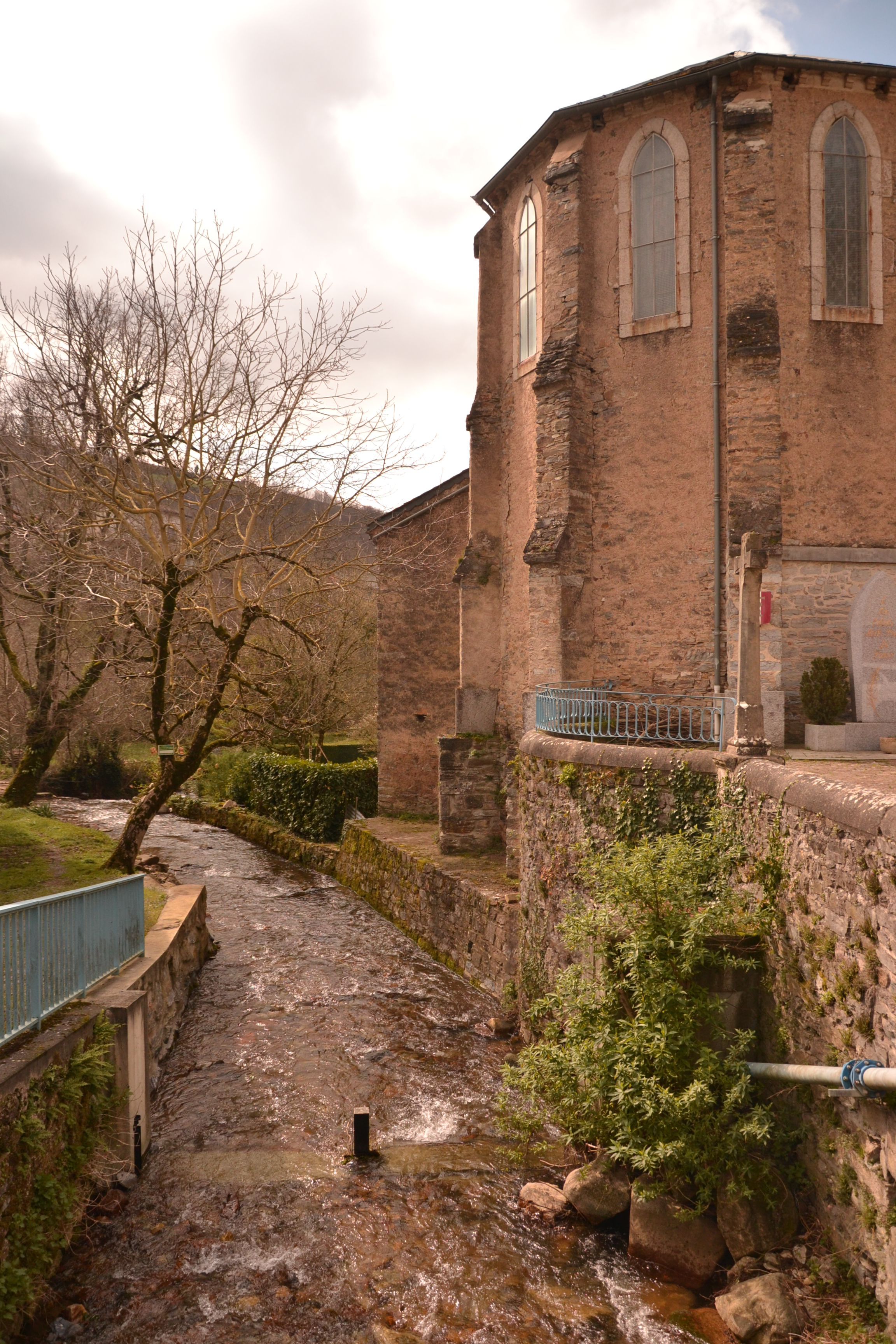
Vue sur le cours d'eau de la durenque, derrière l'église

Commune du Massif central située dans les monts de Lacaune.

### Communes limitrophes
Les communes limitrophes sont  Boissezon, Lasfaillades, Le Bez, Le Rialet et Saint-Salvy-de-la-Balme.
| Saint-Salvy-de-la-Balme |           | Le Bez       |
|                         | Cambounès |              |
| Boissezon               | Le Rialet | Lasfaillades |

### Hydrographie
La commune est dans le bassin de la Garonne, au sein du bassin hydrographique Adour-Garonne. Elle est drainée par la Durenque, la Durencuse, la Durencuse, le ruisseau de Chabbert, le ruisseau de Lacourt, le ruisseau du Verdet, le ruisseau du Verdet et par divers petits cours d'eau, qui constituent un réseau hydrographique de 31 km de longueur totale,.
La Durenque, d'une longueur totale de 31,5 km, prend sa source dans la commune du Bez et s'écoule d'est en ouest. Elle traverse la commune et se jette dans l'Agout à Castres, après avoir traversé 8 communes.

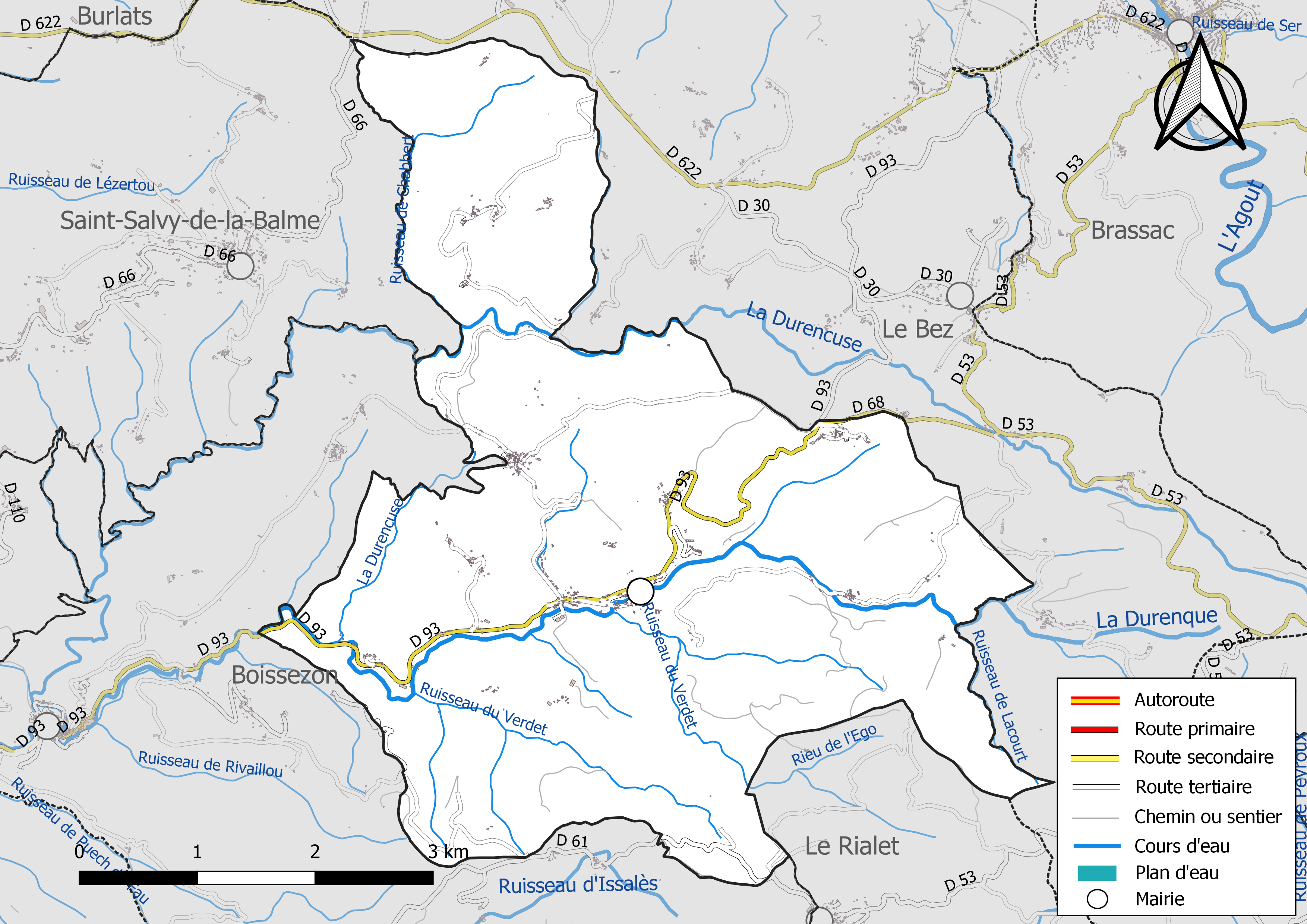
Réseaux hydrographique et routier de Cambounès.

La Durencuse, d'une longueur totale de 17,7 km, prend sa source dans la commune du Bez et s'écoule d'est en ouest. Elle traverse la commune et se jette dans la Durenque à Boissezon, après avoir traversé 5 communes.
La Durencuse, d'une longueur totale de 17,7 km, prend sa source dans la commune du Bez et s'écoule d'est en ouest. Elle traverse la commune et se jette dans la Durenque à Boissezon, après avoir traversé 5 communes.

### Climat
Pour des articles plus généraux, voir Climat de l'Occitanie et Climat du Tarn.
En 2010, le climat de la commune est de type climat océanique altéré, selon une étude du Centre national de la recherche scientifique s'appuyant sur une série de données couvrant la période 1971-2000. En 2020, Météo-France publie une typologie des climats de la France métropolitaine dans laquelle la commune est toujours exposée à un climat océanique altéré et est dans la région climatique Aquitaine, Gascogne, caractérisée par une pluviométrie abondante au printemps, modérée en automne, un faible ensoleillement au printemps, un été chaud (19,5 °C), des vents faibles, des brouillards fréquents en automne et en hiver et des orages fréquents en été (15 à 20 jours).
Pour la période 1971-2000, la température annuelle moyenne est de 11,9 °C, avec une amplitude thermique annuelle de 15,6 °C. Le cumul annuel moyen de précipitations est de 1 038 mm, avec 10,9 jours de précipitations en janvier et 5,9 jours en juillet. Pour la période 1991-2020, la température moyenne annuelle observée sur la station météorologique de Météo-France la plus proche, « Mazamet », sur la commune de Mazamet à 12 km à vol d'oiseau, est de 11,4 °C et le cumul annuel moyen de précipitations est de 1 179,1 mm. 
La température maximale relevée sur cette station est de 37,8 °C, atteinte le 26 août 2010 ; la température minimale est de −21,5 °C, atteinte le 16 janvier 1985,,.
Les paramètres climatiques de la commune ont été estimés pour le milieu du siècle (2041-2070) selon différents scénarios d'émission de gaz à effet de serre à partir des nouvelles projections climatiques de référence DRIAS-2020. Ils sont consultables sur un site dédié publié par Météo-France en novembre 2022.

### Milieux naturels et biodiversité

#### Espaces protégés
La protection réglementaire est le mode d’intervention le plus fort pour préserver des espaces naturels remarquables et leur biodiversité associée,.
La commune fait partie du parc naturel régional du Haut-Languedoc, créé en 1973 et d'une superficie de 307 184 ha, qui s'étend sur 118 communes et deux départements. Implanté de part et d’autre de la ligne de partage des eaux entre Océan Atlantique et mer Méditerranée, ce territoire est un véritable balcon dominant les plaines viticoles du Languedoc et les étendues céréalières du Lauragais,

#### Zones naturelles d'intérêt écologique, faunistique et floristique

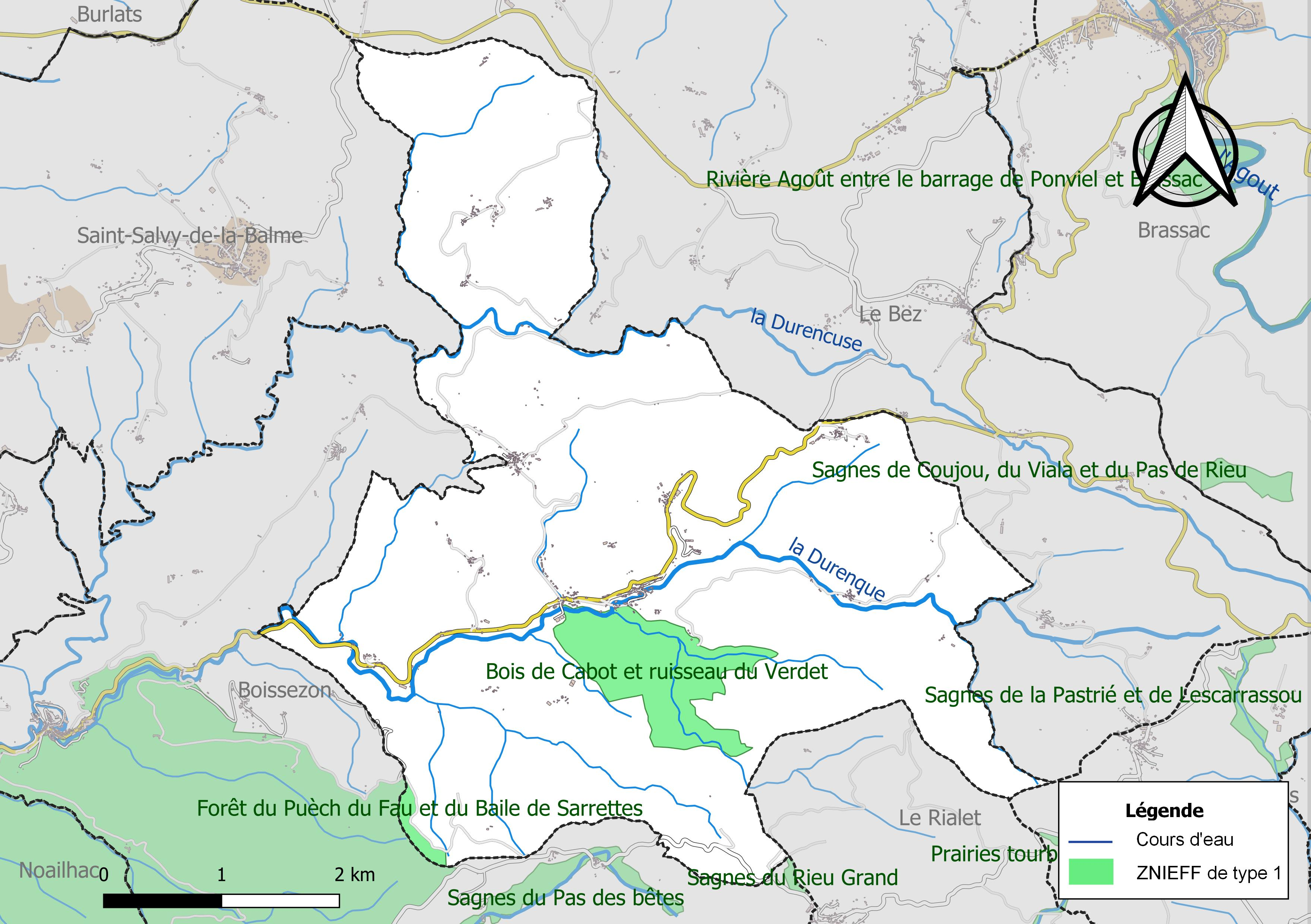
Carte des ZNIEFF de type 1 localisées sur la commune.

L’inventaire des zones naturelles d'intérêt écologique, faunistique et floristique (ZNIEFF) a pour objectif de réaliser une couverture des zones les plus intéressantes sur le plan écologique, essentiellement dans la perspective d’améliorer la connaissance du patrimoine naturel national et de fournir aux différents décideurs un outil d’aide à la prise en compte de l’environnement dans l’aménagement du territoire.
Deux ZNIEFF de type 1 sont recensées sur la commune :
les « bois de Cabot et ruisseau du Verdet » (113 ha), et 
la « forêt du puech du Fau et du Baile de Sarrettes » (1 110 ha), couvrant 3 communes du département.

## Urbanisme

### Typologie
Au 1er janvier 2024, Cambounès est catégorisée commune rurale à habitat très dispersé, selon la nouvelle grille communale de densité à sept niveaux définie par l'Insee en 2022.
Elle est située hors unité urbaine. Par ailleurs la commune fait partie de l'aire d'attraction de Castres, dont elle est une commune de la couronne,. Cette aire, qui regroupe 55 communes, est catégorisée dans les aires de 50 000 à moins de 200 000 habitants,.

### Occupation des sols
L'occupation des sols de la commune, telle qu'elle ressort de la base de données européenne d’occupation biophysique des sols Corine Land Cover (CLC), est marquée par l'importance des forêts et milieux semi-naturels (69,3 % en 2018), une proportion sensiblement équivalente à celle de 1990 (68,9 %). La répartition détaillée en 2018 est la suivante : 
forêts (67,5 %), prairies (25,3 %), zones agricoles hétérogènes (5,4 %), milieux à végétation arbustive et/ou herbacée (1,8 %). L'évolution de l’occupation des sols de la commune et de ses infrastructures peut être observée sur les différentes représentations cartographiques du territoire : la carte de Cassini (XVIIIe siècle), la carte d'état-major (1820-1866) et les cartes ou photos aériennes de l'IGN pour la période actuelle (1950 à aujourd'hui).

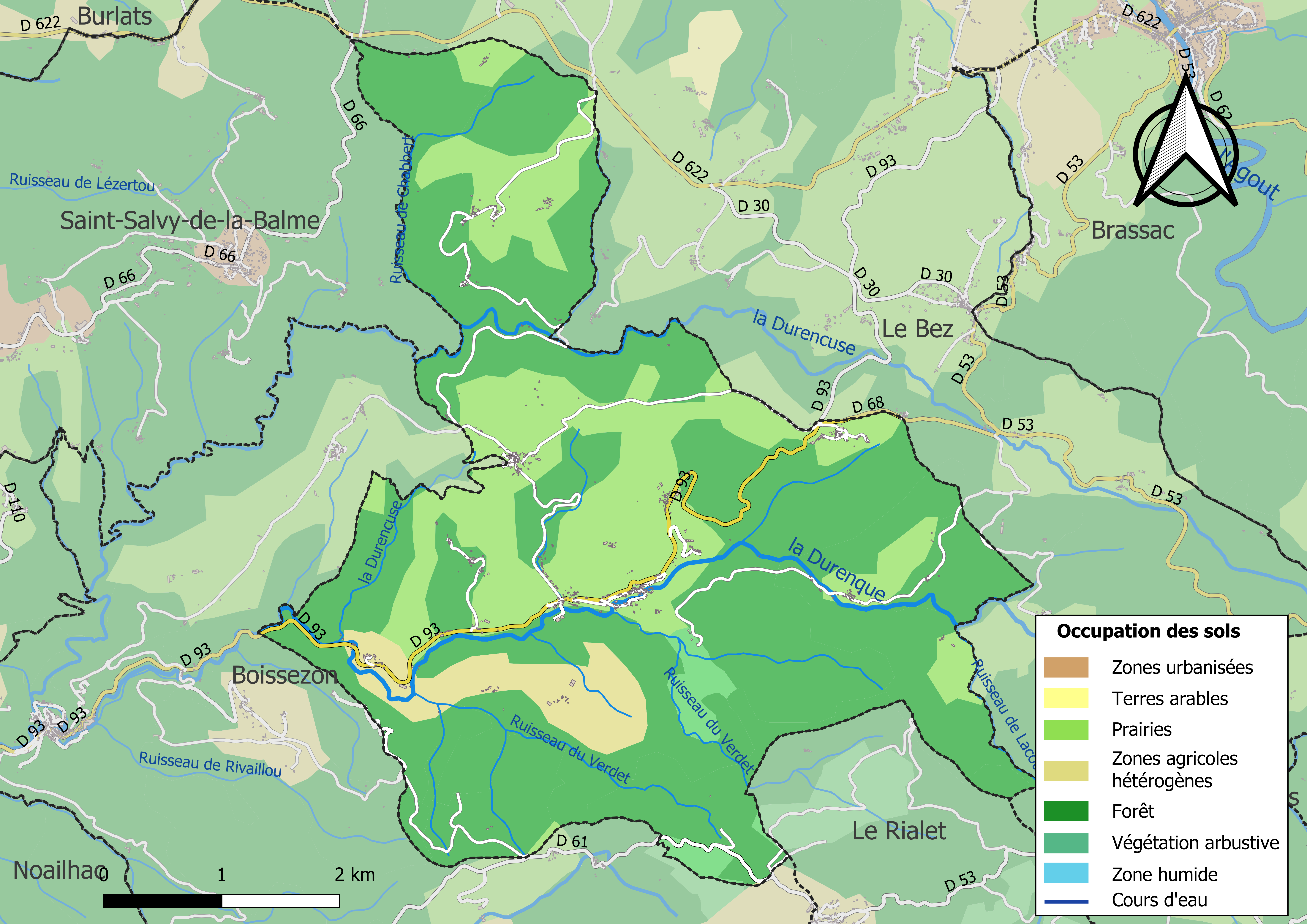
Carte des infrastructures et de l'occupation des sols de la commune en 2018 (CLC).

### Risques majeurs
Le territoire de la commune de Cambounès est vulnérable à différents aléas naturels : météorologiques (tempête, orage, neige, grand froid, canicule ou sécheresse), inondations, feux de forêts, mouvements de terrains et séisme (sismicité très faible). Il est également exposé à un risque technologique,  le transport de matières dangereuses, et à un risque particulier : le risque de radon. Un site publié par le BRGM permet d'évaluer simplement et rapidement les risques d'un bien localisé soit par son adresse soit par le numéro de sa parcelle.

#### Risques naturels
Certaines parties du territoire communal sont susceptibles d’être affectées par le risque d’inondation par débordement de cours d'eau, notamment la Durenque et la Durencuse. La cartographie des zones inondables en ex-Midi-Pyrénées réalisée dans le cadre du XIe Contrat de plan État-région, visant à informer les citoyens et les décideurs sur le risque d’inondation, est accessible sur le site de la DREAL Occitanie. La commune a été reconnue en état de catastrophe naturelle au titre des dommages causés par les inondations et coulées de boue survenues en 1982, 1999, 2012, 2020 et 2021,.
Cambounès est exposée au risque de feu de forêt du fait de la présence sur son territoire. En 2022, il n'existe pas de Plan de Prévention des Risques incendie de forêt (PPRif). Le débroussaillement aux abords des maisons constitue l’une des meilleures protections pour les particuliers contre le feu,.

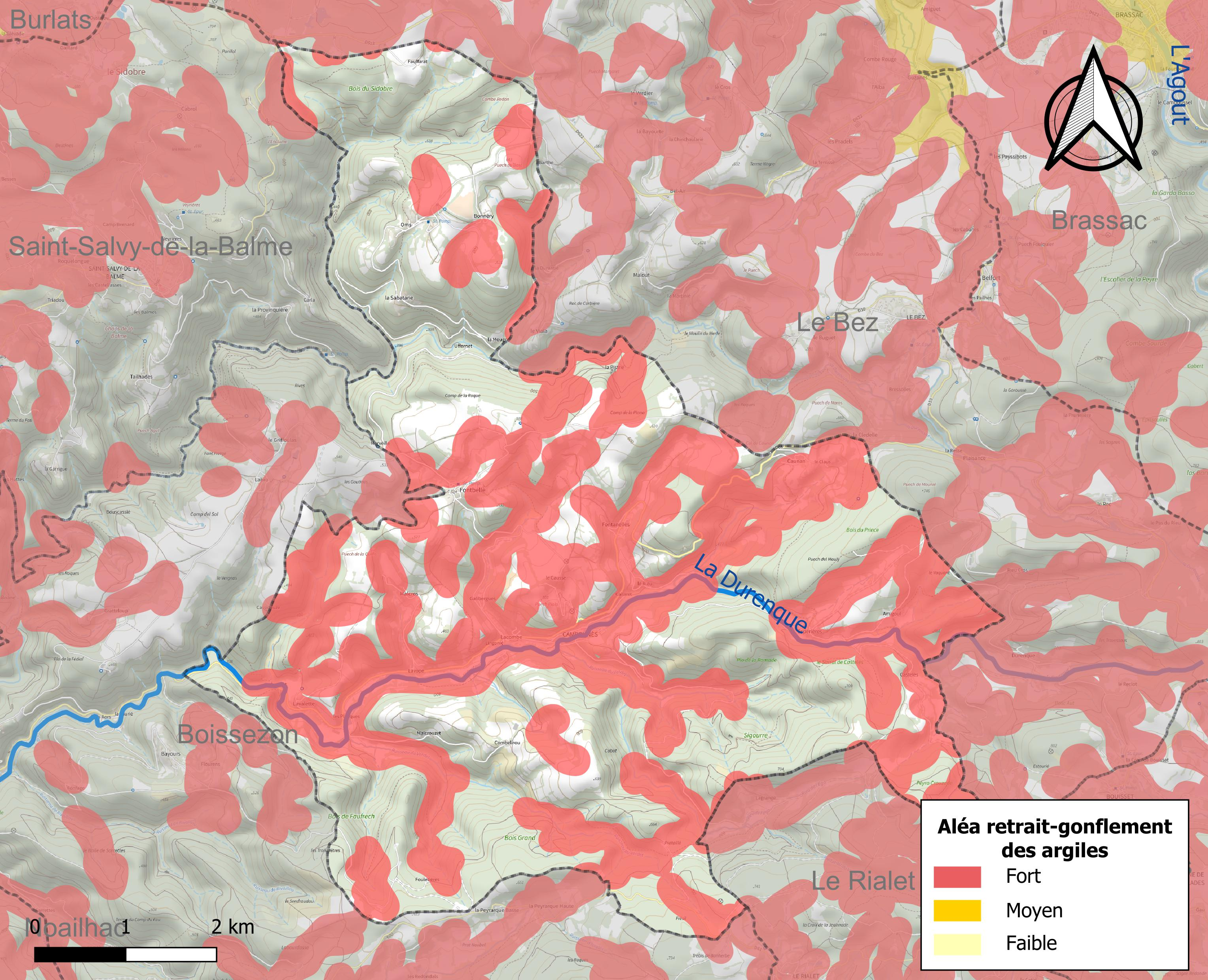
Carte des zones d'aléa retrait-gonflement des sols argileux de Cambounès.

La commune est vulnérable au risque de mouvements de terrains constitué principalement du retrait-gonflement des sols argileux. Cet aléa est susceptible d'engendrer des dommages importants aux bâtiments en cas d’alternance de périodes de sécheresse et de pluie. 47,9 % de la superficie communale est en aléa moyen ou fort (76,3 % au niveau départemental et 48,5 % au niveau national). Sur les 303 bâtiments dénombrés sur la commune en 2019, 227 sont en aléa moyen ou fort, soit 75 %, à comparer aux 90 % au niveau départemental et 54 % au niveau national. Une cartographie de l'exposition du territoire national au retrait gonflement des sols argileux est disponible sur le site du BRGM,.
Par ailleurs, afin de mieux appréhender le risque d’affaissement de terrain, l'inventaire national des cavités souterraines permet de localiser celles situées sur la commune.

#### Risques technologiques
Le risque de transport de matières dangereuses sur la commune est lié à sa traversée par des infrastructures routières ou ferroviaires importantes ou la présence d'une canalisation de transport d'hydrocarbures. Un accident se produisant sur de telles infrastructures est susceptible d’avoir des effets graves sur les biens, les personnes ou l'environnement, selon la nature du matériau transporté. Des dispositions d’urbanisme peuvent être préconisées en conséquence.

#### Risque particulier
Dans plusieurs parties du territoire national, le radon, accumulé dans certains logements ou autres locaux, peut constituer une source significative d’exposition de la population aux rayonnements ionisants. Certaines communes du département sont concernées par le risque radon à un niveau plus ou moins élevé. Selon la classification de 2018, la commune de Cambounès est classée en zone 3, à savoir zone à potentiel radon significatif.

## Histoire

### Héraldique
| Cambounès | Son blasonnement est : De sinople à la barre componée d'or et de sable. |

## Politique et administration
| Période                                  | Période | Identité          | Étiquette | Qualité |
| ---------------------------------------- | ------- | ----------------- | --------- | ------- |
| avant 1988                               | 2020    | Christian Lagasse |           |         |
| Les données manquantes sont à compléter. |         |                   |           |         |

## Démographie

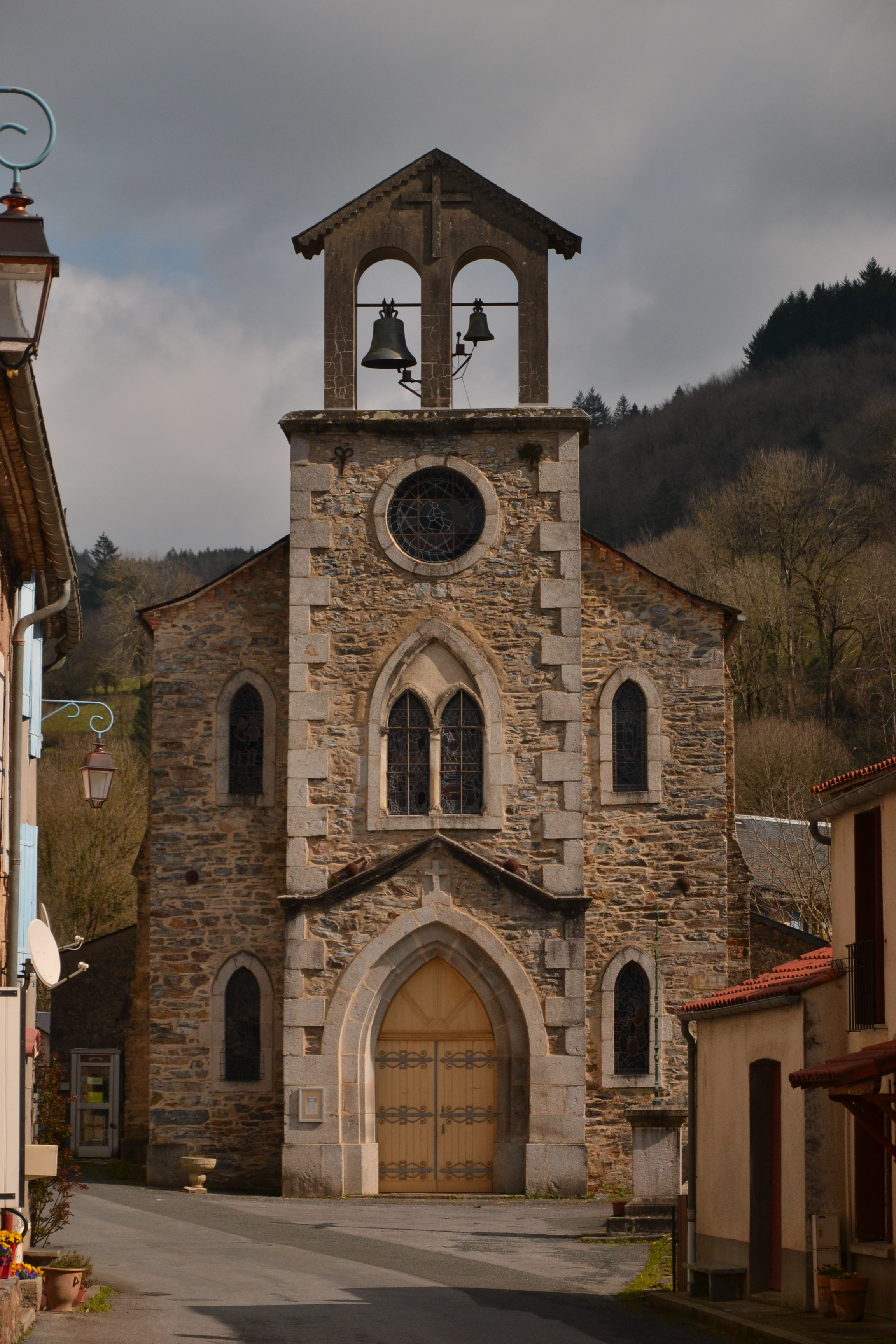
Église de Cambounès

| 1793  | 1800  | 1806  | 1821  | 1831  | 1836  | 1841  | 1846  | 1851  |
| ----- | ----- | ----- | ----- | ----- | ----- | ----- | ----- | ----- |
| 1 425 | 1 250 | 1 648 | 1 586 | 1 683 | 1 729 | 1 682 | 1 719 | 1 648 |

| 1856  | 1861  | 1866  | 1872  | 1876  | 1881  | 1886  | 1891  | 1896  |
| ----- | ----- | ----- | ----- | ----- | ----- | ----- | ----- | ----- |
| 1 483 | 1 425 | 1 464 | 1 511 | 1 504 | 1 429 | 1 409 | 1 336 | 1 333 |

| 1901  | 1906  | 1911  | 1921 | 1926 | 1931 | 1936 | 1946 | 1954 |
| ----- | ----- | ----- | ---- | ---- | ---- | ---- | ---- | ---- |
| 1 268 | 1 192 | 1 088 | 867  | 809  | 762  | 695  | 571  | 531  |

| 1962 | 1968 | 1975 | 1982 | 1990 | 1999 | 2006 | 2011 | 2016 |
| ---- | ---- | ---- | ---- | ---- | ---- | ---- | ---- | ---- |
| 467  | 421  | 370  | 355  | 366  | 352  | 348  | 337  | 329  |

| 2021 | 2022 | - | - | - | - | - | - | - |
| ---- | ---- | - | - | - | - | - | - | - |
| 336  | 338  | - | - | - | - | - | - | - |

## Économie

### Revenus
En 2018, la commune compte 163 ménages fiscaux, regroupant 330 personnes. La médiane du revenu disponible par unité de consommation est de 18 650 € (20 400 € dans le département).

### Emploi
|                | 2008  | 2013  | 2018  |
| -------------- | ----- | ----- | ----- |
| Commune        | 7,3 % | 7,6 % | 9,9 % |
| Département    | 8,2 % | 9,9 % | 10 %  |
| France entière | 8,3 % | 10 %  | 10 %  |

En 2018, la population âgée de 15 à 64 ans s'élève à 204 personnes, parmi lesquelles on compte 74,2 % d'actifs (64,3 % ayant un emploi et 9,9 % de chômeurs) et 25,8 % d'inactifs,. Depuis 2008, le taux de chômage communal (au sens du recensement) des 15-64 ans est inférieur à celui de la France et du département.
La commune fait partie de la couronne de l'aire d'attraction de Castres, du fait qu'au moins 15 % des actifs travaillent dans le pôle,. Elle compte 63 emplois en 2018, contre 63 en 2013 et 70 en 2008. Le nombre d'actifs ayant un emploi résidant dans la commune est de 133, soit un indicateur de concentration d'emploi de 47,1 % et un taux d'activité parmi les 15 ans ou plus de 51,2 %.
Sur ces 133 actifs de 15 ans ou plus ayant un emploi, 43 travaillent dans la commune, soit 33 % des habitants. Pour se rendre au travail, 84,1 % des habitants utilisent un véhicule personnel ou de fonction à quatre roues, 6,1 % s'y rendent en deux-roues, à vélo ou à pied et 9,8 % n'ont pas besoin de transport (travail au domicile).

### Activités hors agriculture
24 établissements sont implantés  à Cambounès au 31 décembre 2019.
Le secteur de l'industrie manufacturière, des industries extractives et autres est prépondérant sur la commune puisqu'il représente 37,5 % du nombre total d'établissements de la commune (9 sur les 24 entreprises implantées  à Cambounès), contre 13 % au niveau départemental.

### Agriculture
La commune est dans les Monts de Lacaune, une petite région agricole située dans le sud-est du département du Tarn. Entre bocages et forêt, cette zone est dédiée à l’élevage de ruminants de races à viande ou laitières. Sur les plus hauts plateaux, de nombreux élevages de brebis laitières produisent le lait destiné à la fabrication du roquefort. En 2020, l'orientation technico-économique de l'agriculture  sur la commune est l'élevage d'ovins ou de caprins. 
|               | 1988 | 2000 | 2010 | 2020 |
| ------------- | ---- | ---- | ---- | ---- |
| Exploitations | 34   | 24   | 19   | 10   |
| SAU (ha)      | 650  | 599  | 468  | 399  |

Le nombre d'exploitations agricoles en activité et ayant leur siège dans la commune est passé de 34 lors du recensement agricole de 1988  à 24 en 2000 puis à 19 en 2010 et enfin à 10 en 2020, soit une baisse de 71 % en 32 ans. Le même mouvement est observé à l'échelle du département qui a perdu pendant cette période 58 % de ses exploitations,. La surface agricole utilisée sur la commune a également diminué, passant de 650 ha en 1988 à 399 ha en 2020. Parallèlement la surface agricole utilisée moyenne par exploitation a augmenté, passant de 19 à 40 ha.

## Culture locale et patrimoine

### Lieux et monuments
- Église Saint-Louis de Cambounès.
- Église Saint-Martin de Fontbelle.

### Personnalités liées à la commune
- Louis de Cardaillac (1622-1666), marquis de Cardaillac, vicomte de Lautrec, seigneur de Gaix, de Castelnau-Montmirail et de Montredon ; lieutenant du roi en Languedoc; chevalier de l'Ordre de Saint-Michel et de l'Ordre du Saint-Esprit[39].